# Sommet du G20 de 2013
Le sommet du G20 de 2013 est la huitième réunion du Groupe des vingt qui s'est tenue à Saint-Pétersbourg, en Russie, les 5 et 6 septembre 2013.
Cette rencontre marque la deuxième fois qu'un Premier ministre australien n'a pas pu être présent, Kevin Rudd étant représenté par le ministre des Affaires étrangères Bob Carr, en raison de la date de l'élection fédérale australienne le 7 septembre,,.
L’accueil réunissant les dix-neuf chefs d’État et de gouvernement, les présidents de la Commission et du Conseil européens et les dirigeants d’organisations internationales s'est tenue au palais Constantin, proche de Saint-Pétersbourg,.

## Priorités et agenda

Les membres du G20.

L'objectif central de la présidence russe, est de concentrer les efforts du G20 à l'élaboration d'un ensemble de mesures visant à stimuler la croissance durable, inclusive et équilibrée et la création d'emplois à travers le monde.
La Russie souhaite mettre en avant trois grandes priorités, en vue de commencer le nouveau cycle de croissance économique :
- la croissance par des emplois de qualité et l'investissement ;
- la croissance par la confiance et la transparence ;
- la croissance par une réglementation efficace.

Ces 3 priorités de la présidence russe au G20 serviront de catalyseur, afin d'examiner et discuter les 8 grands domaines suivants :
1. cadre pour une croissance forte, durable et équilibrée ;
2. l'emploi ;
3. la réforme de l'architecture financière internationale ;
4. renforcement de la réglementation financière ;
5. la durabilité de l'énergie ;
6. le développement pour tous ;
7. le renforcement du commerce multilatéral ;
8. lutter contre la corruption.

Parmi les thèmes d'actualité, le dossier syrien sur l’utilisation d'armes chimiques en août, fut abordé.

## Participants

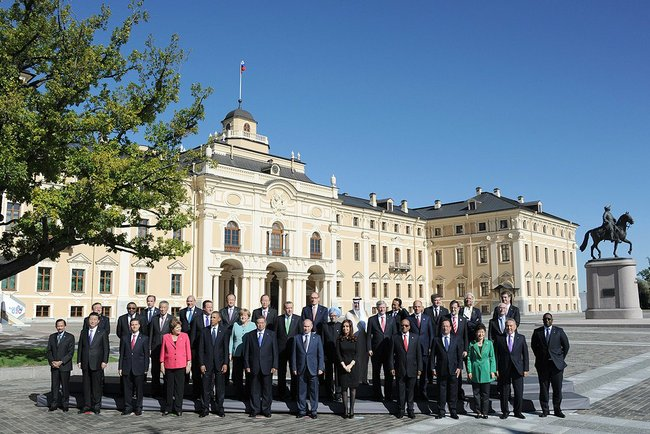
Photo officielle avec tous les participants.

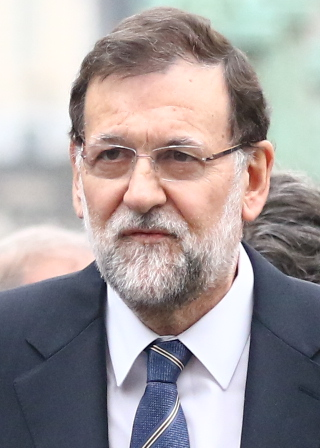
ESP Mariano Rajoy, Premier ministre
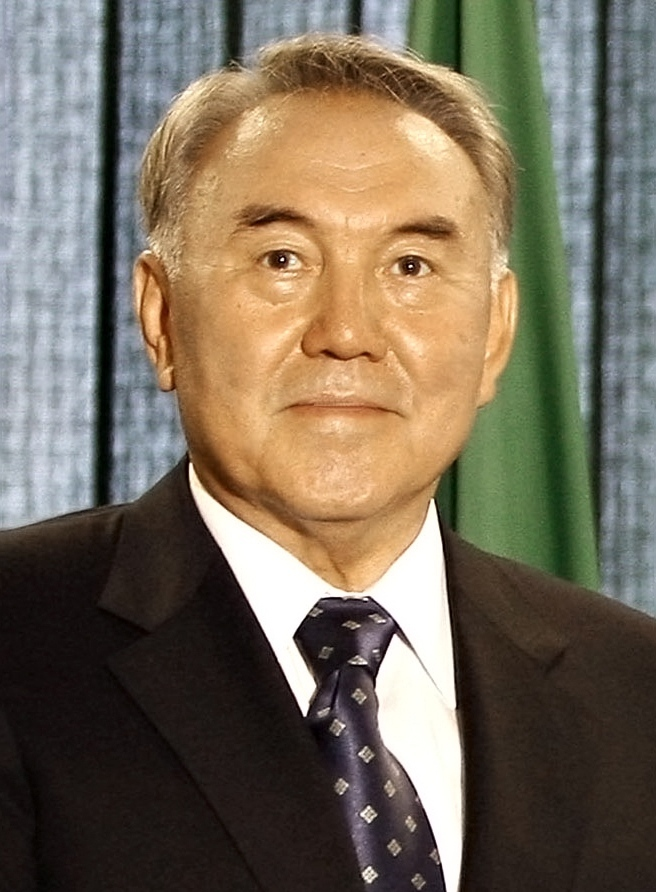
Kazakhstan Noursoultan Nazarbaïev, président
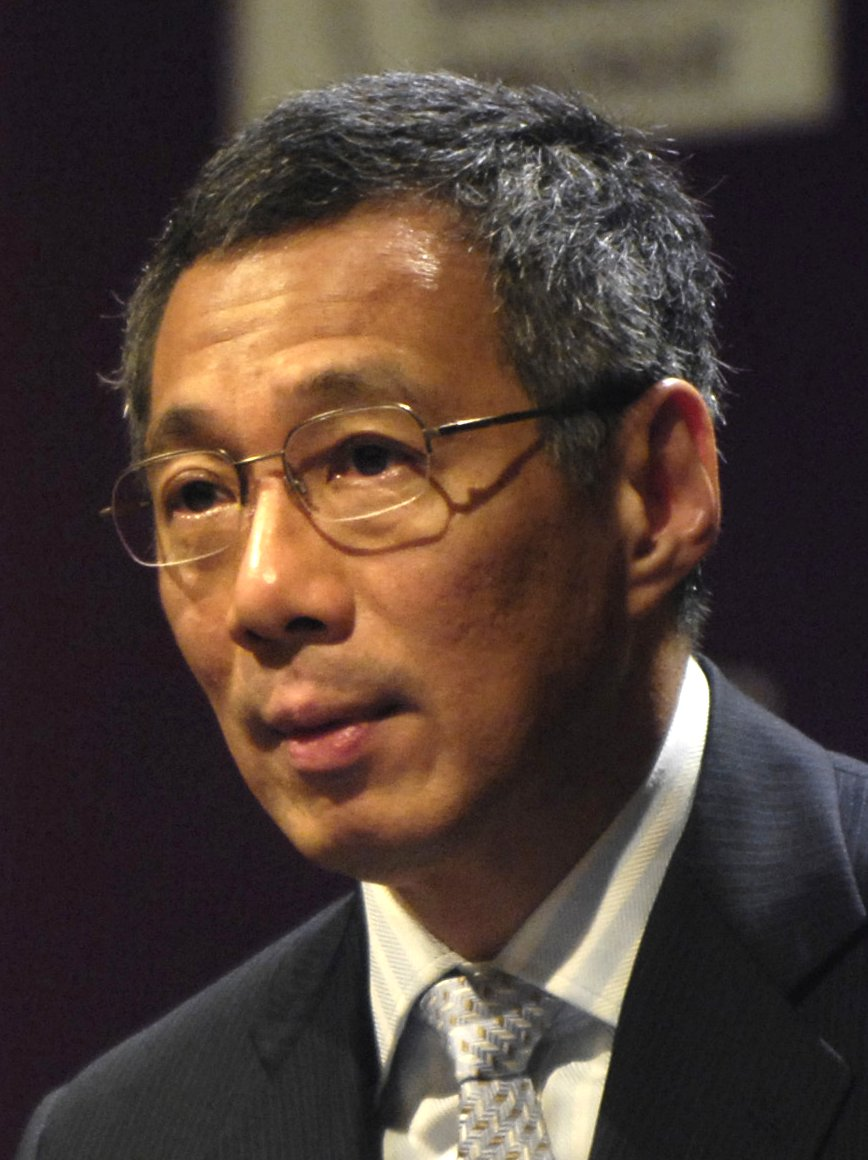
Singapour Lee Hsien Loong, Premier ministre
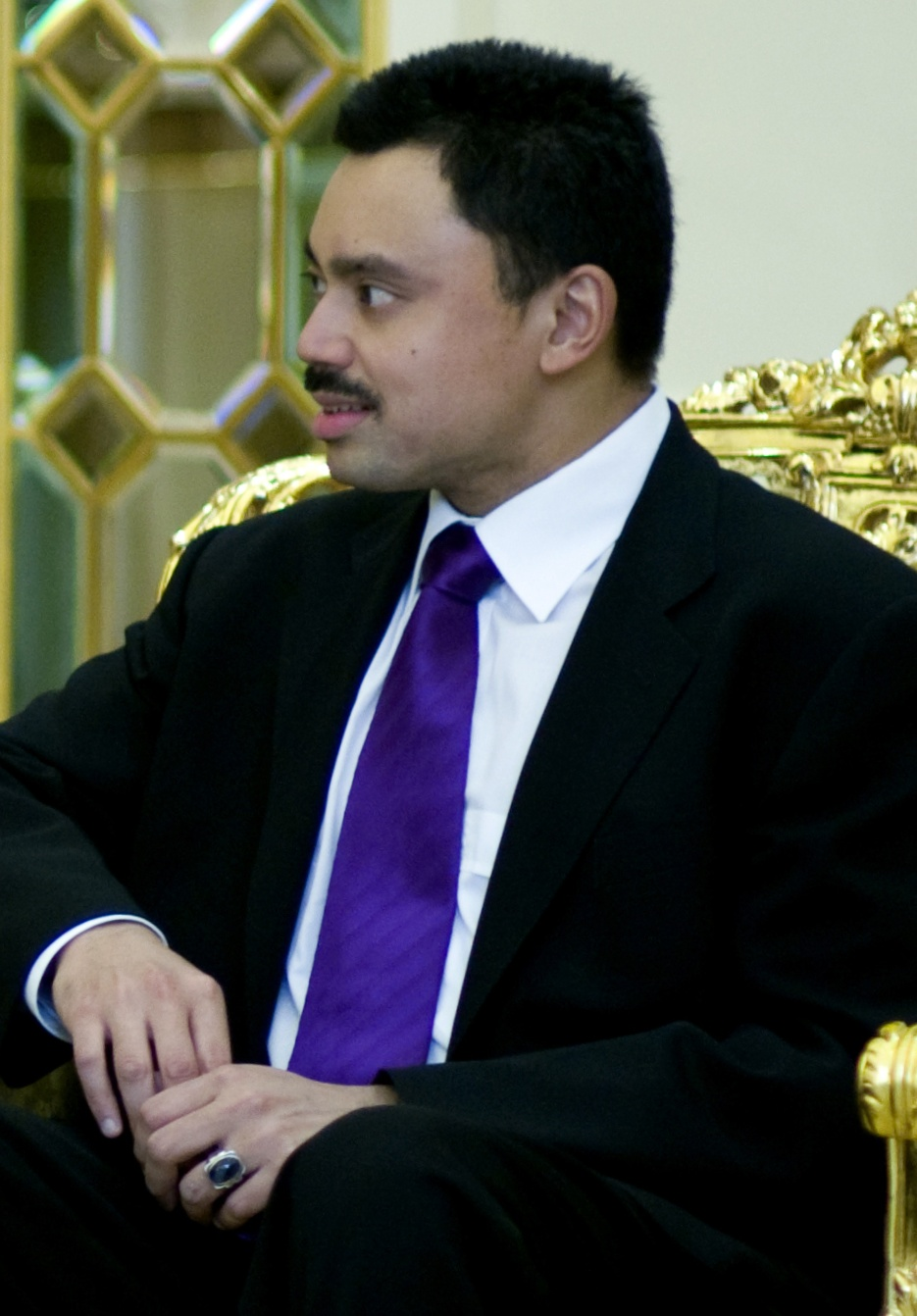
Brunei Al-Muhtadee Billah, prince
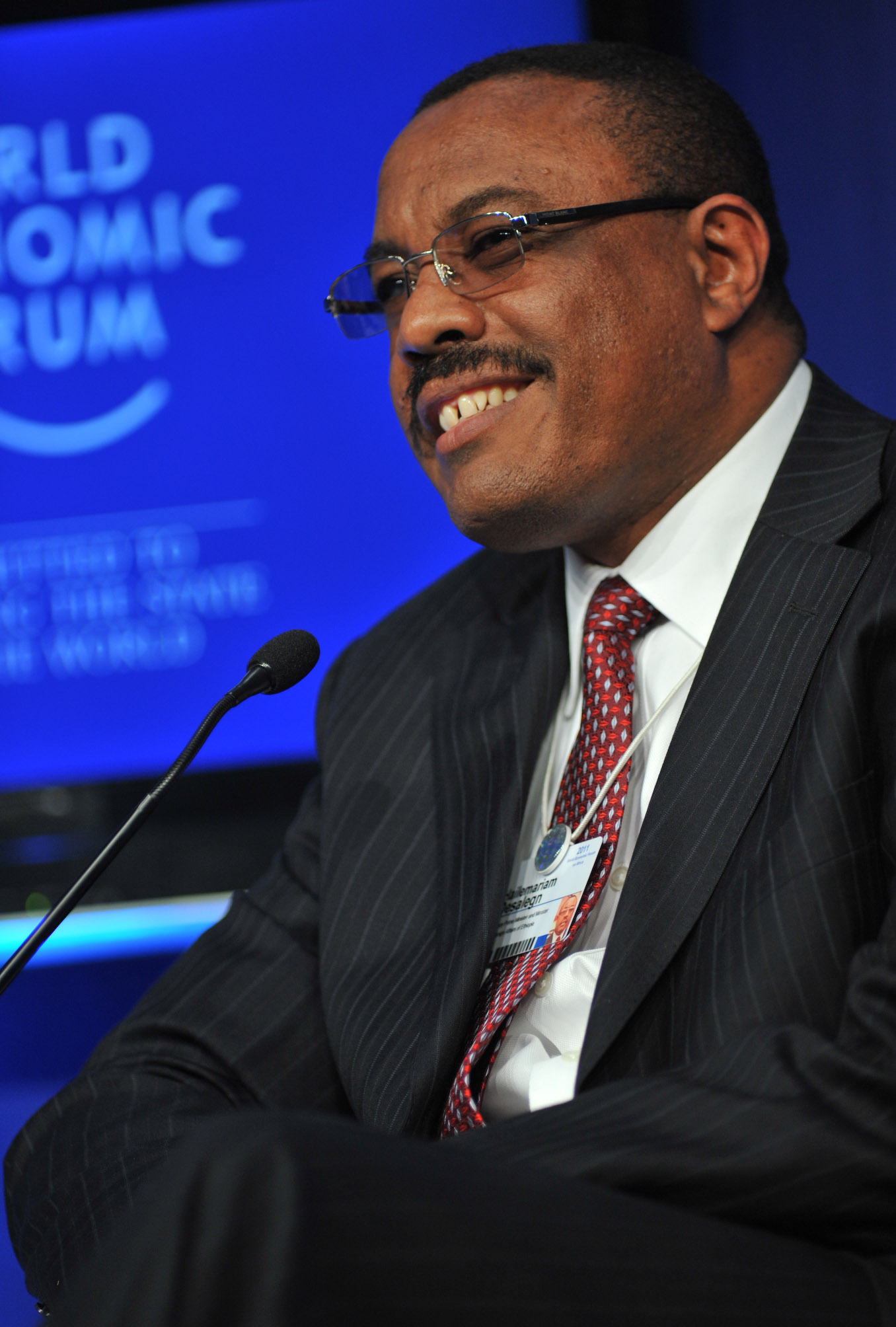
Éthiopie Haile Mariam Dessalegn, Premier ministre
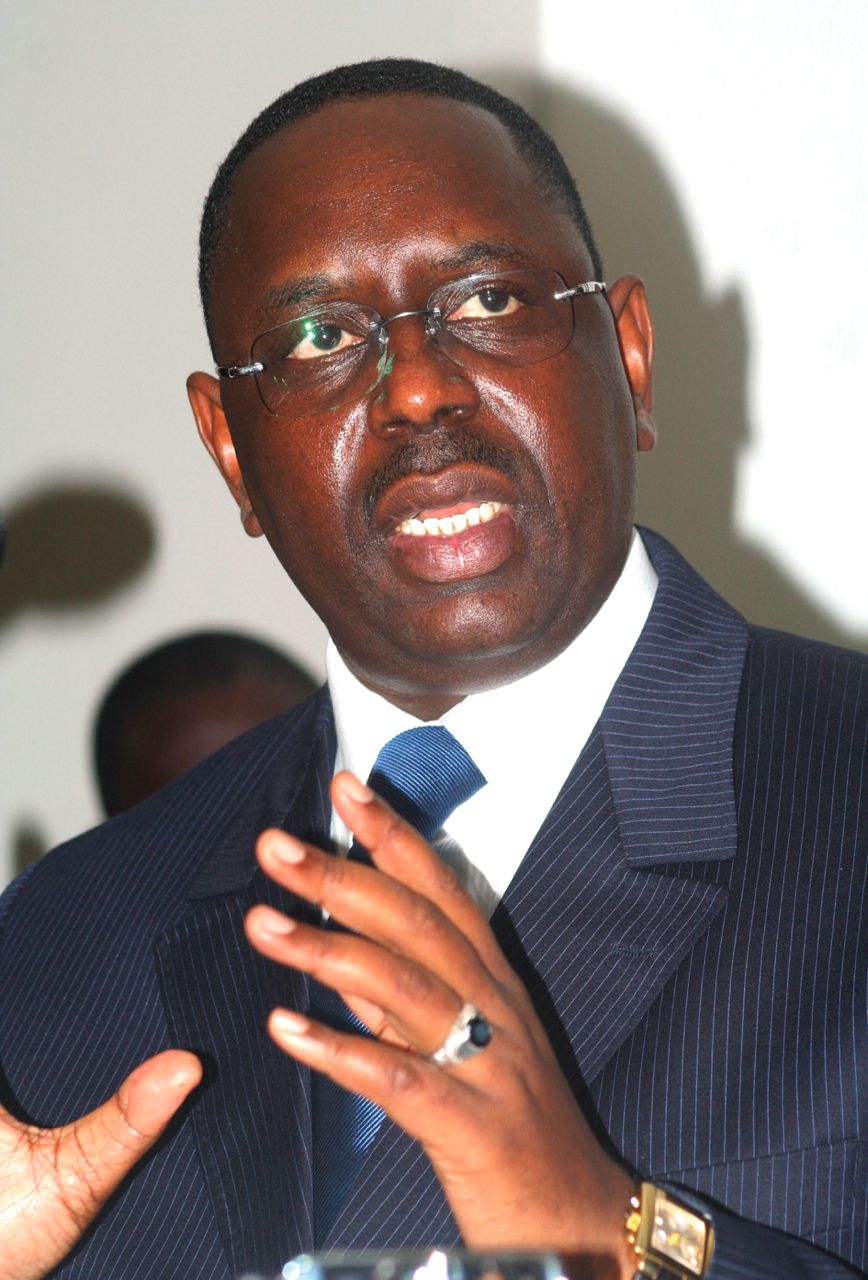
Sénégal Macky Sall, président

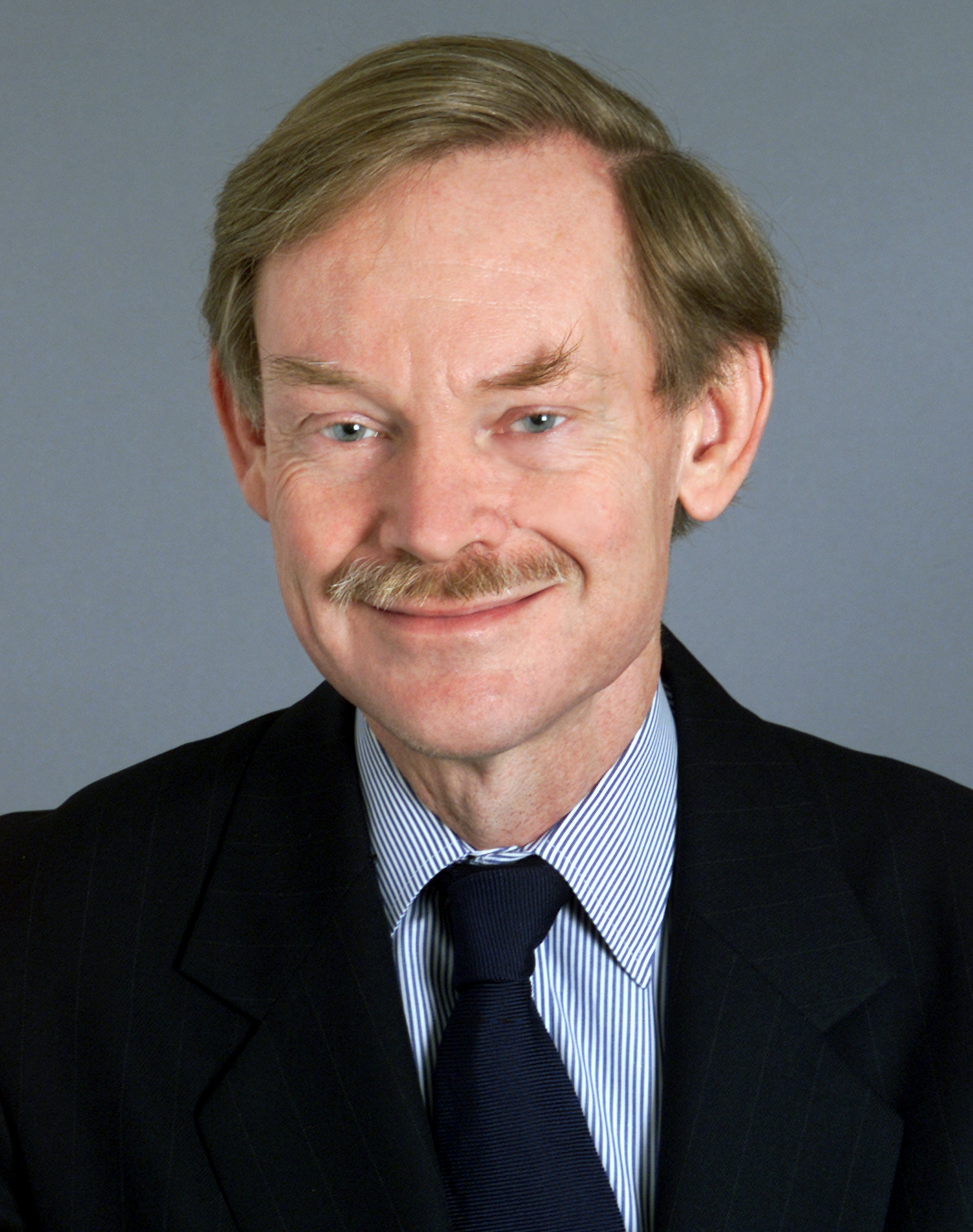
Banque mondiale Robert Zoellick, président
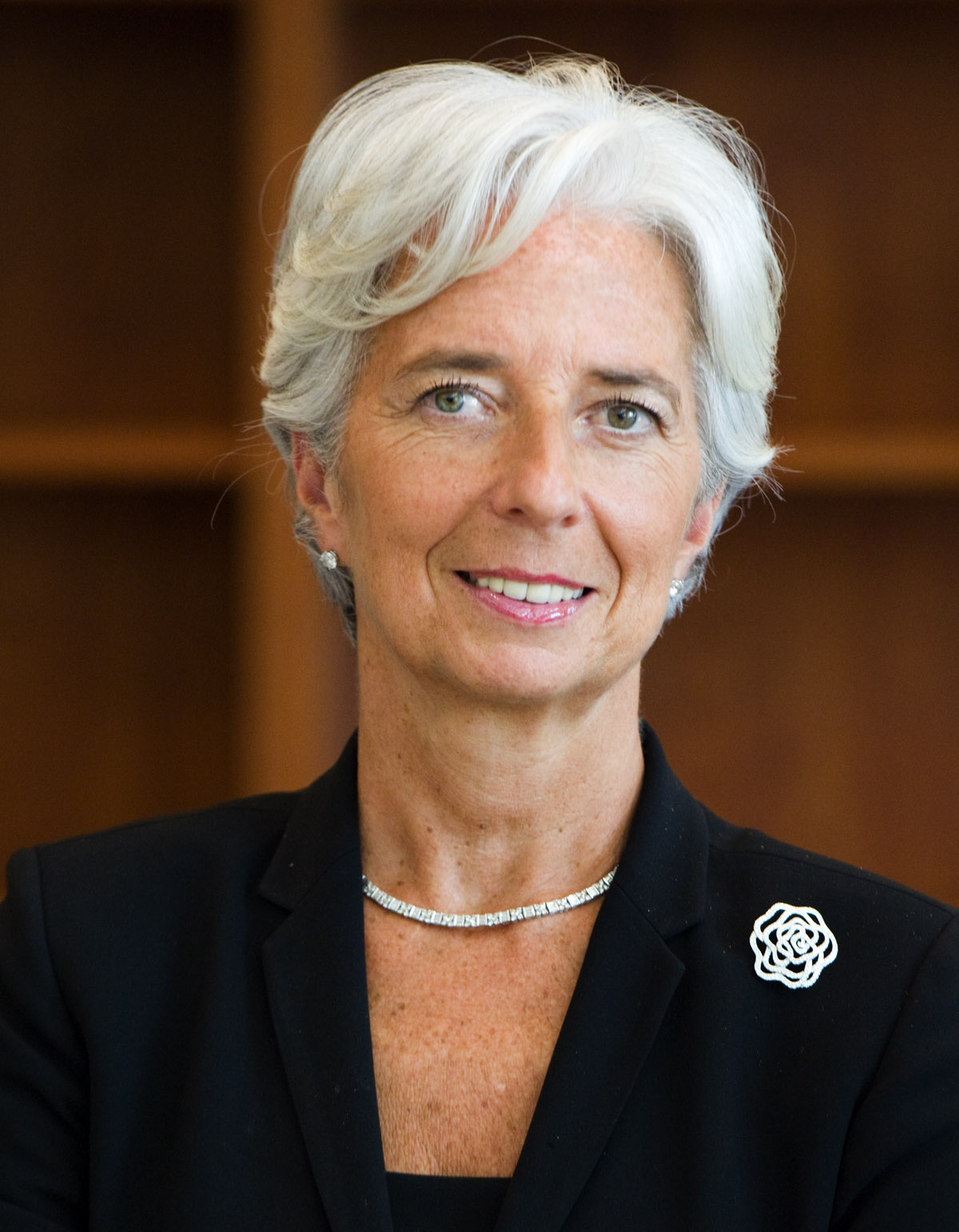
FMI Christine Lagarde, directrice générale
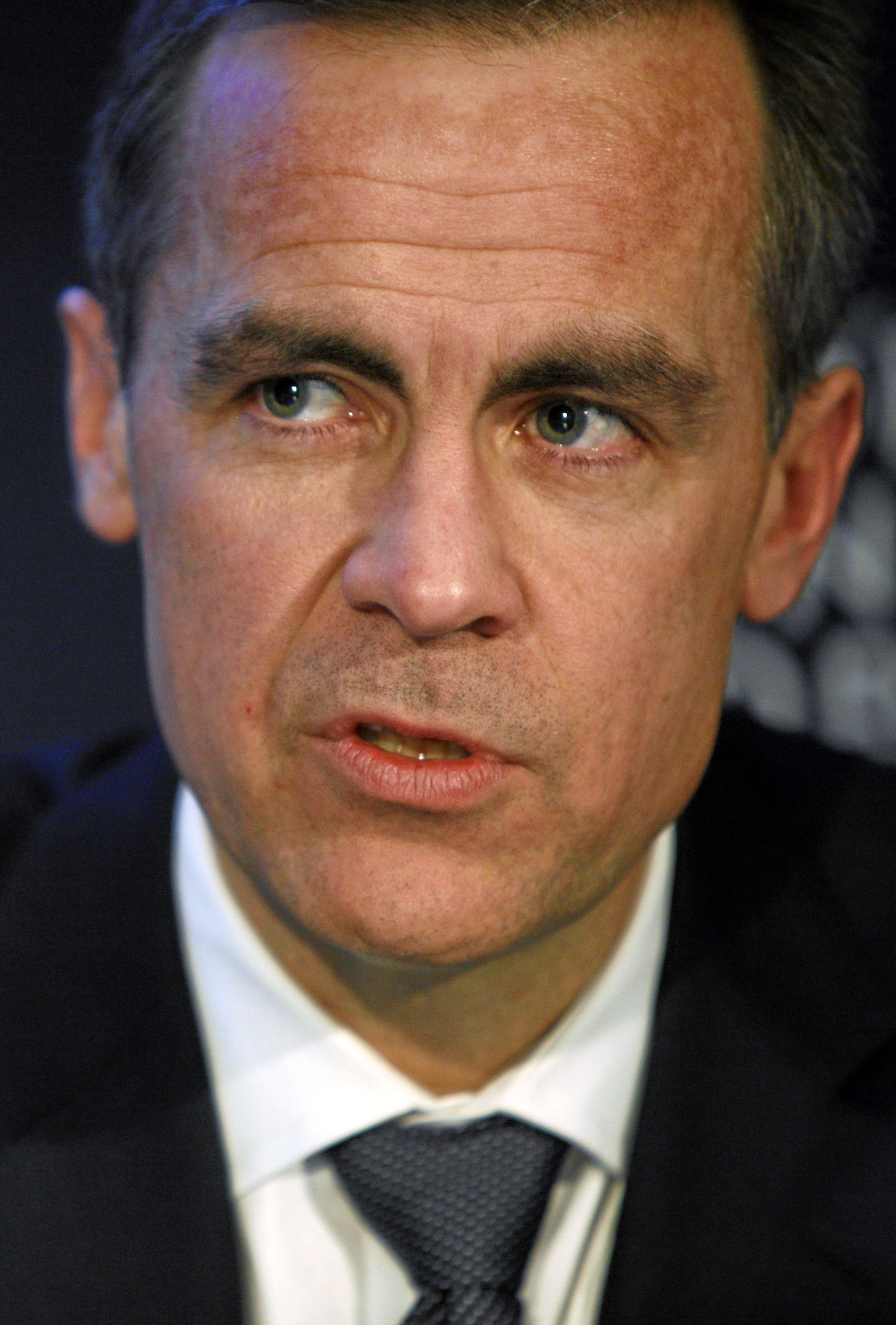
FSB Mark Carney, président
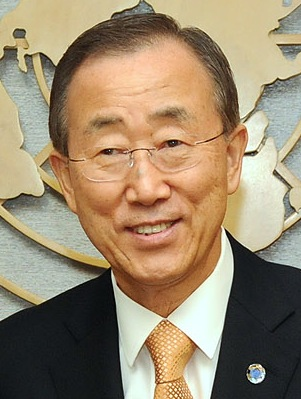
ONU Ban Ki-moon, secrétaire général
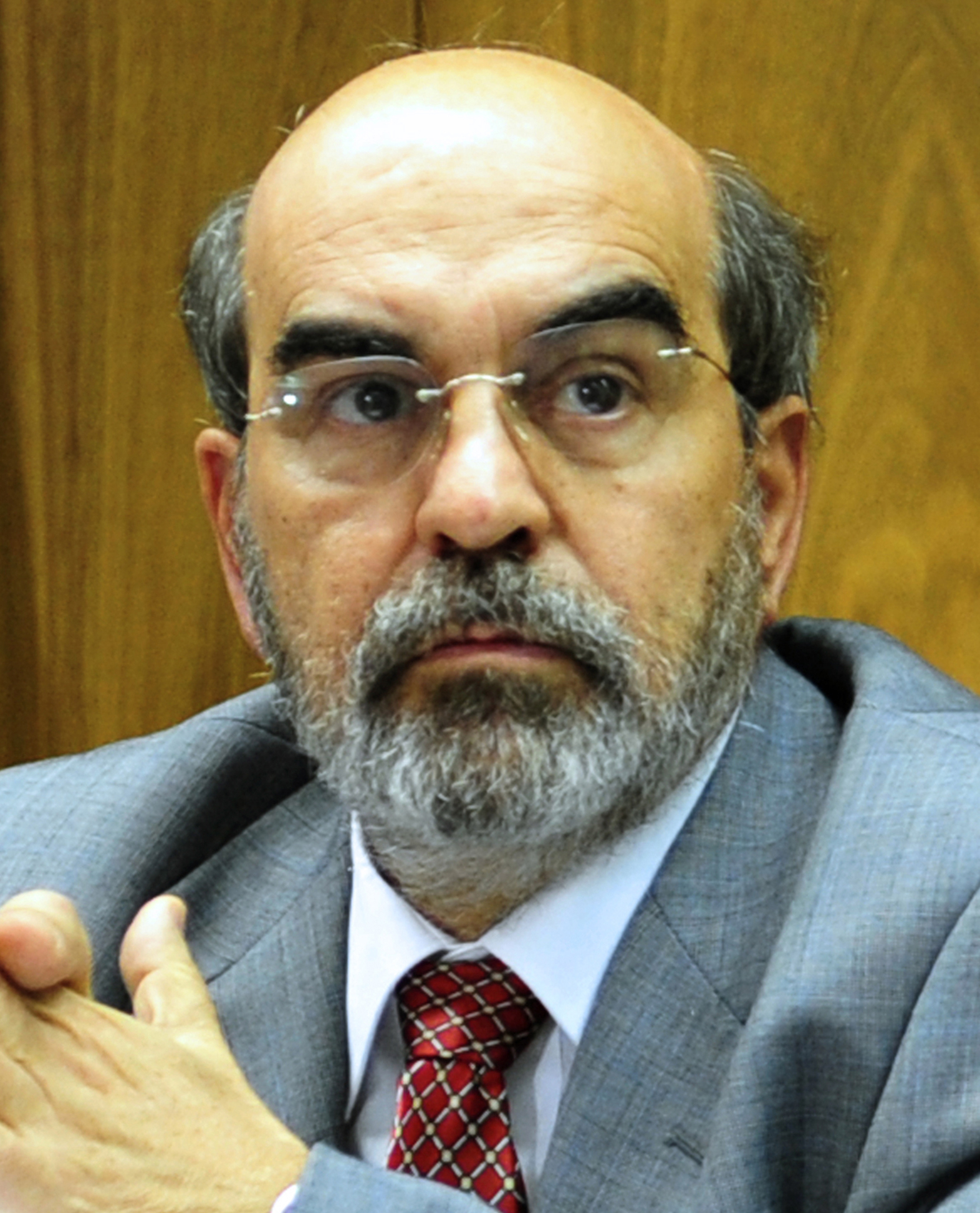
ONUAA José Graziano da Silva, directeur général
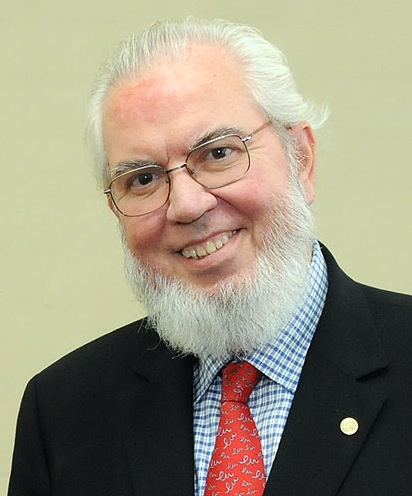
OIT Juan Somavía, directeur général
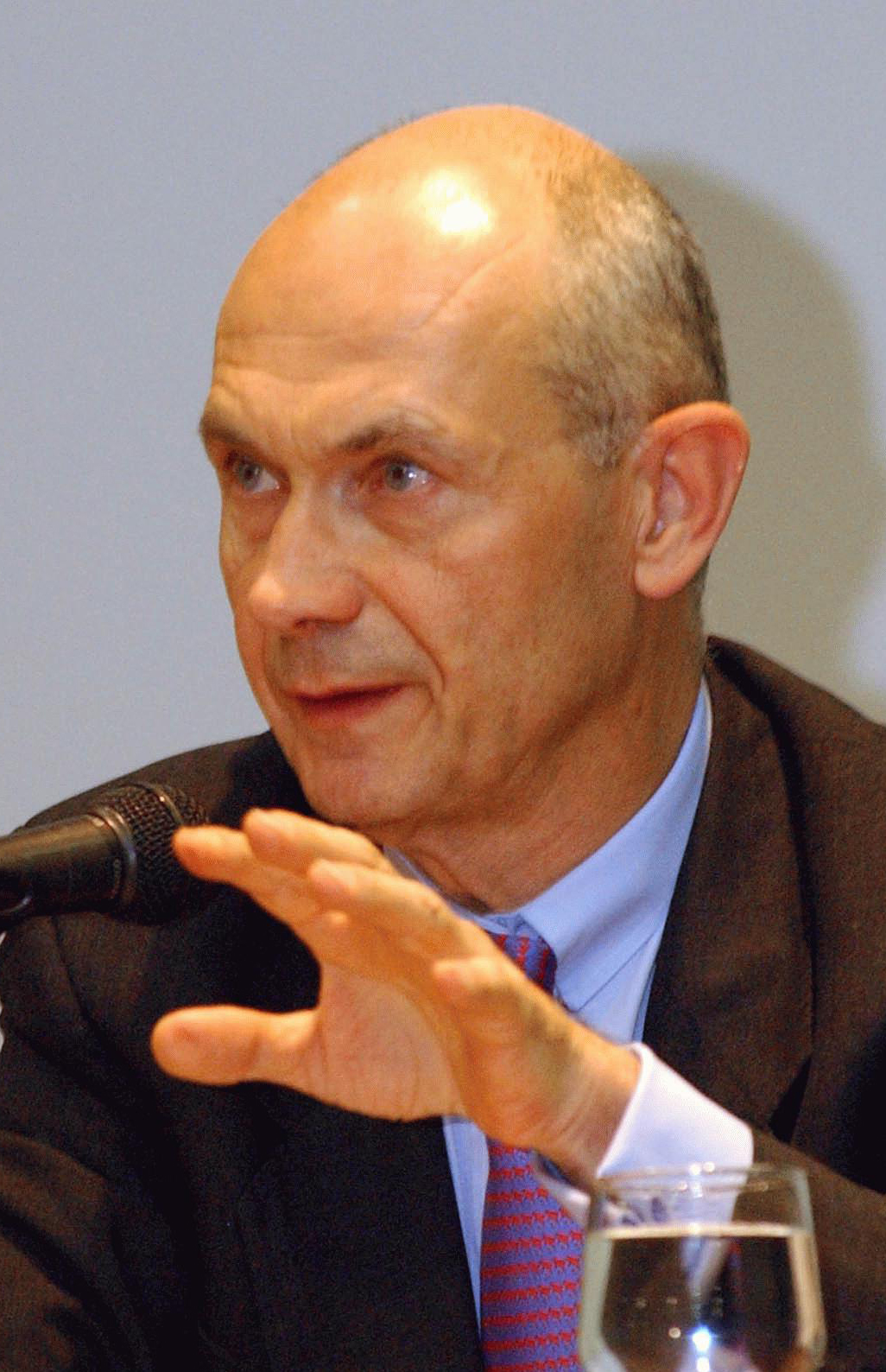
OMC Pascal Lamy, directeur général
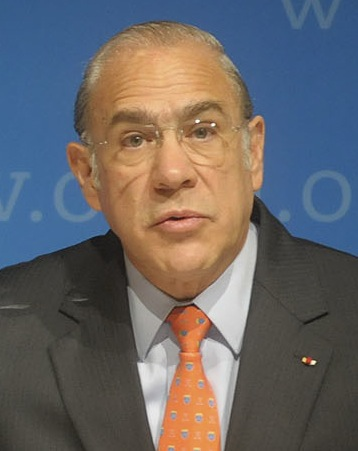
OCDE José Ángel Gurría, secrétaire général

Pays membres

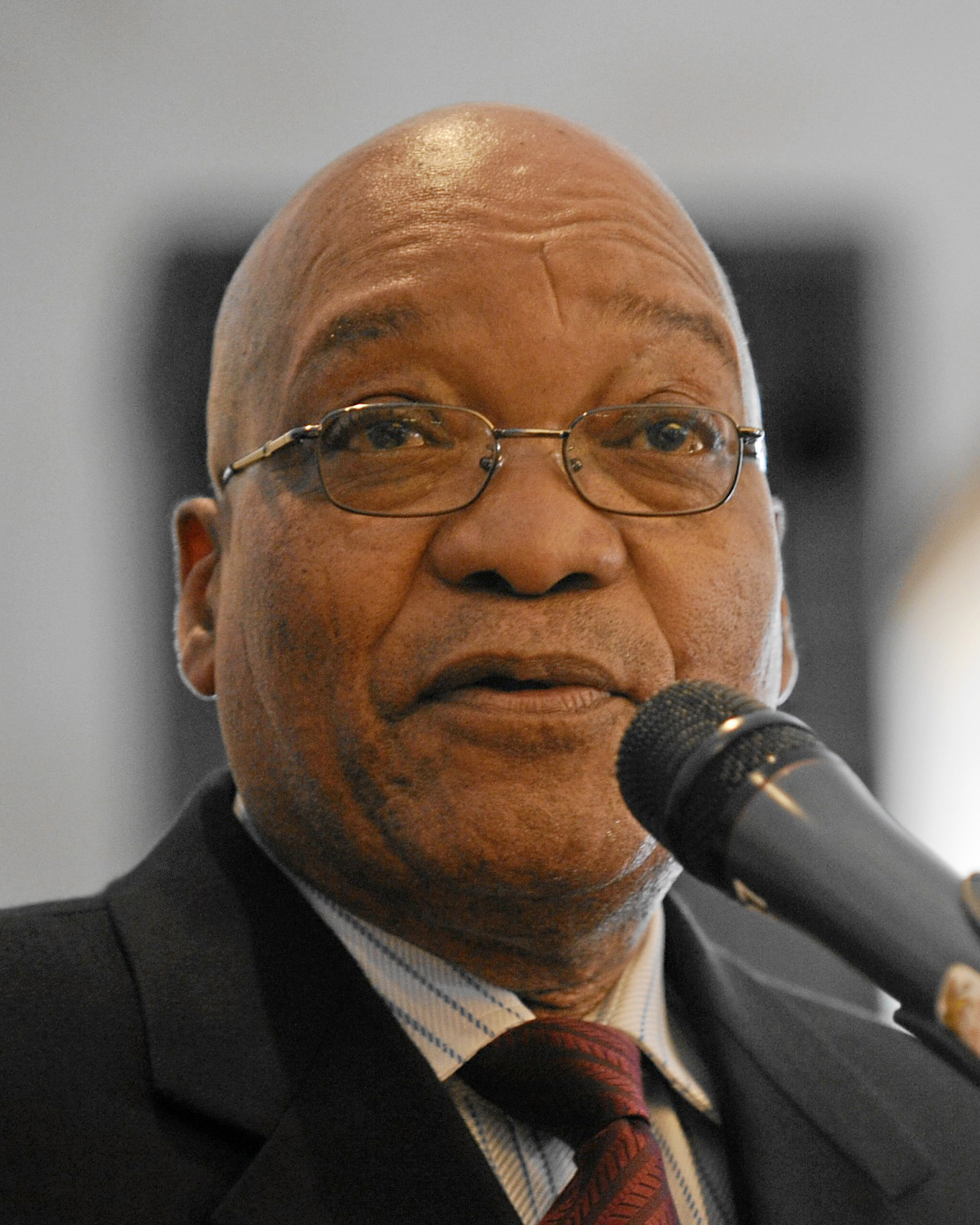
Afrique du Sud Jacob Zuma, président
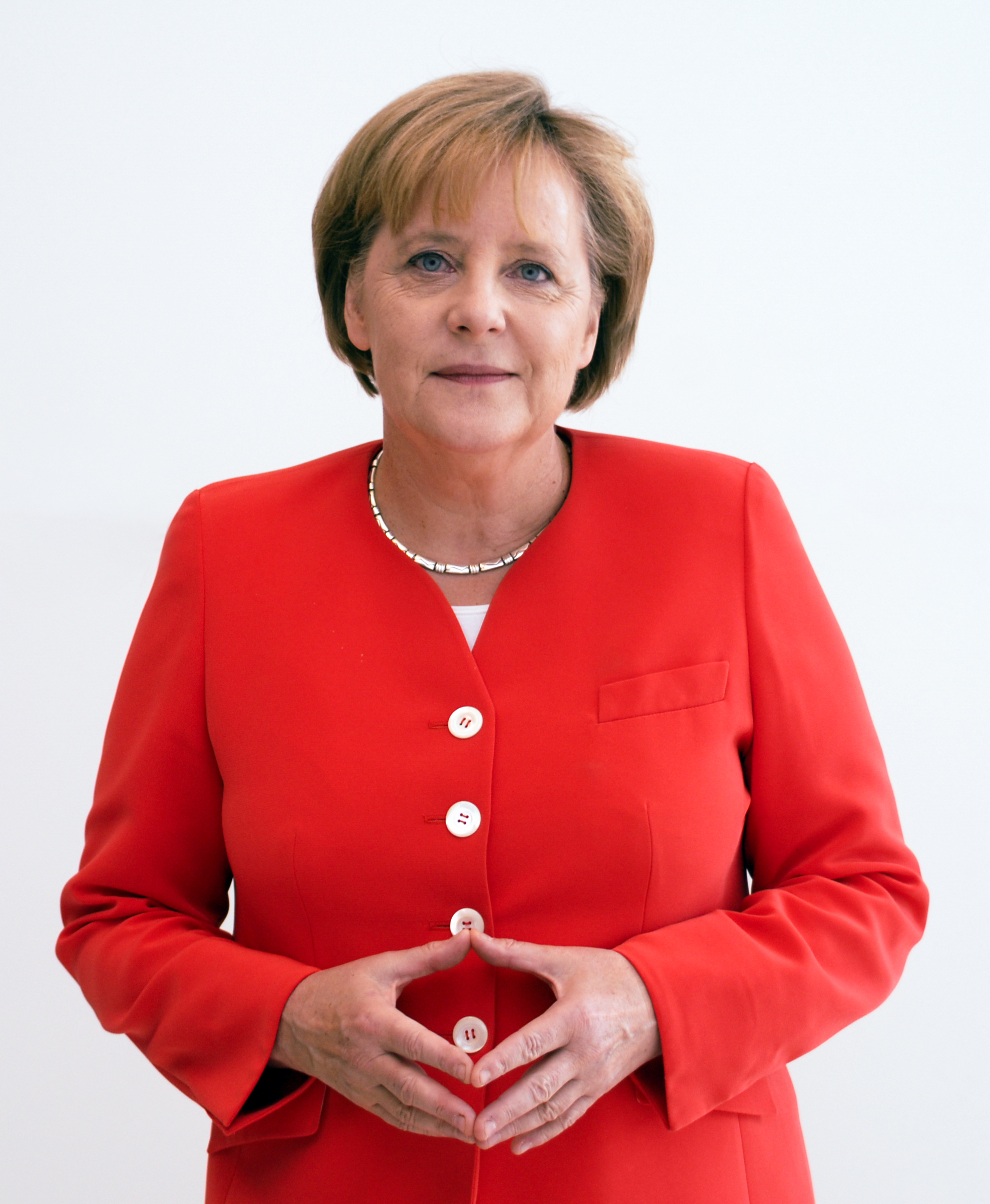
Allemagne Angela Merkel, chancelière
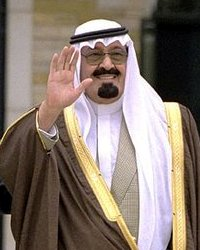
Arabie saoudite Abdallah, roi
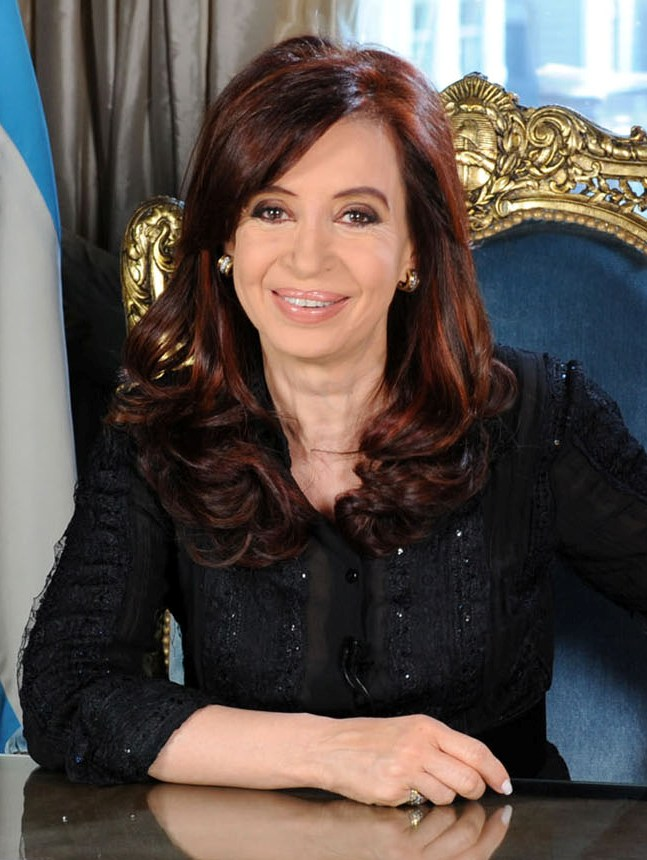
Argentine Cristina Fernández de Kirchner, présidente
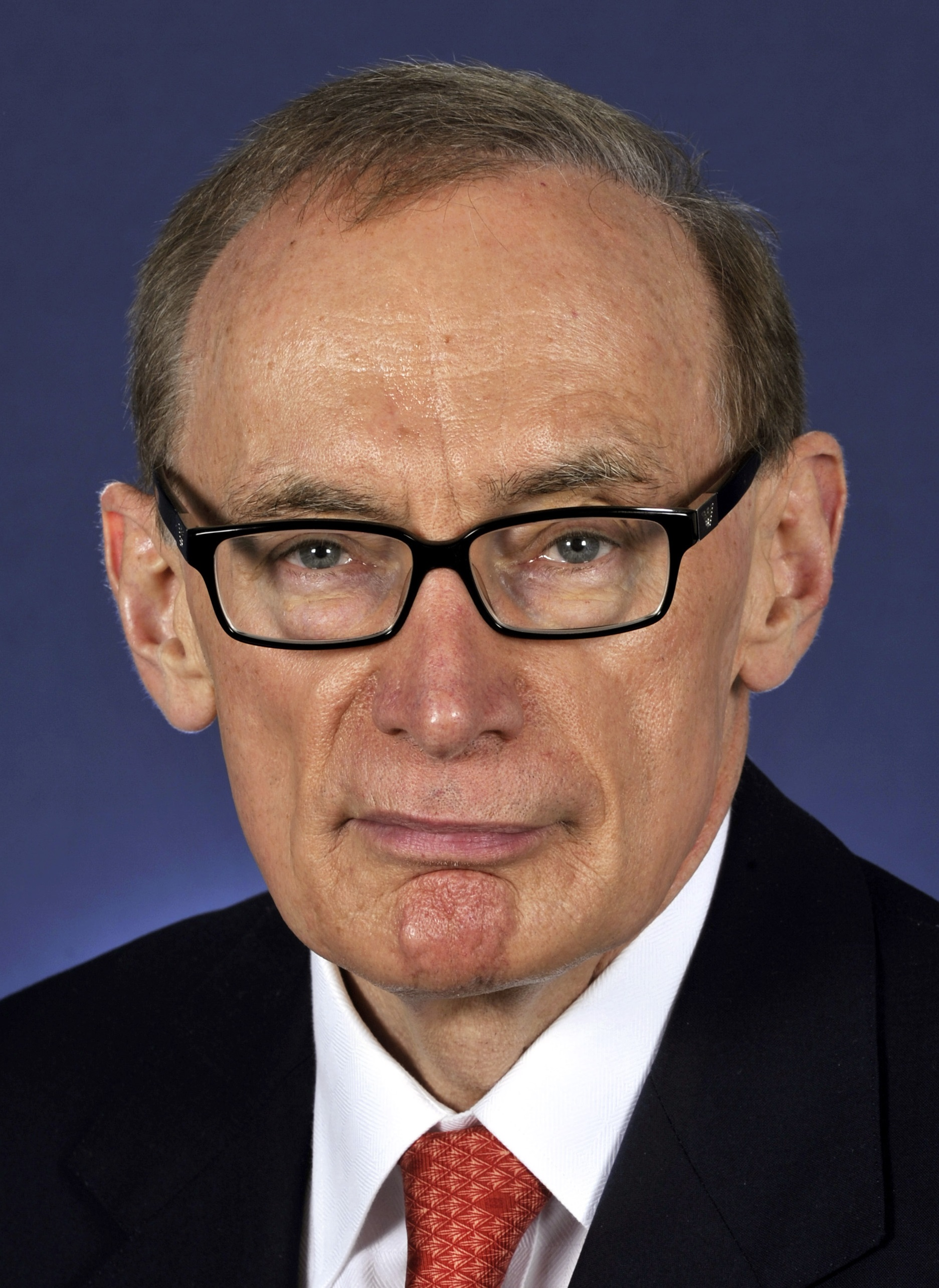
Australie Bob Carr, ministre des Affaires étrangères
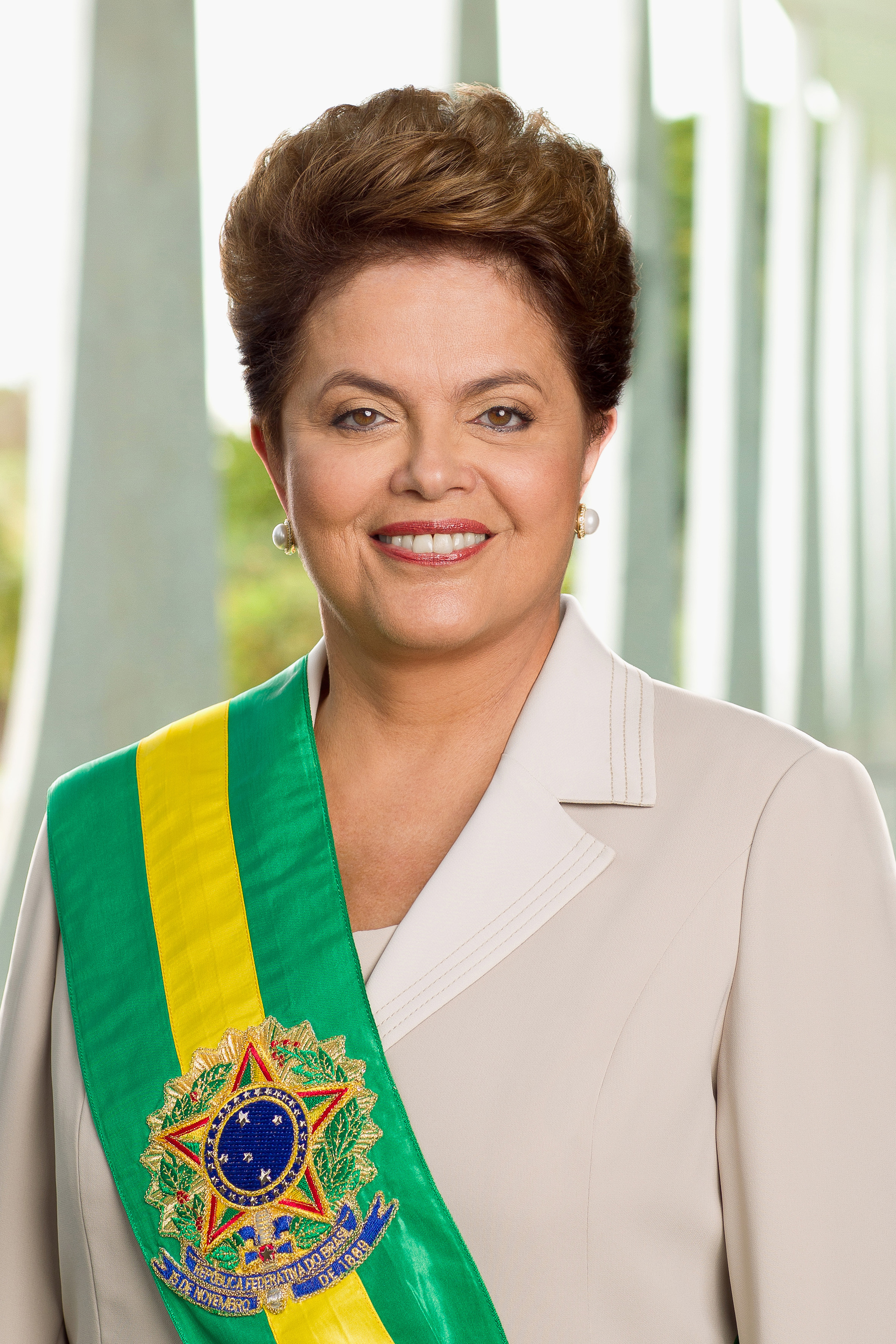
Brésil Dilma Rousseff, présidente
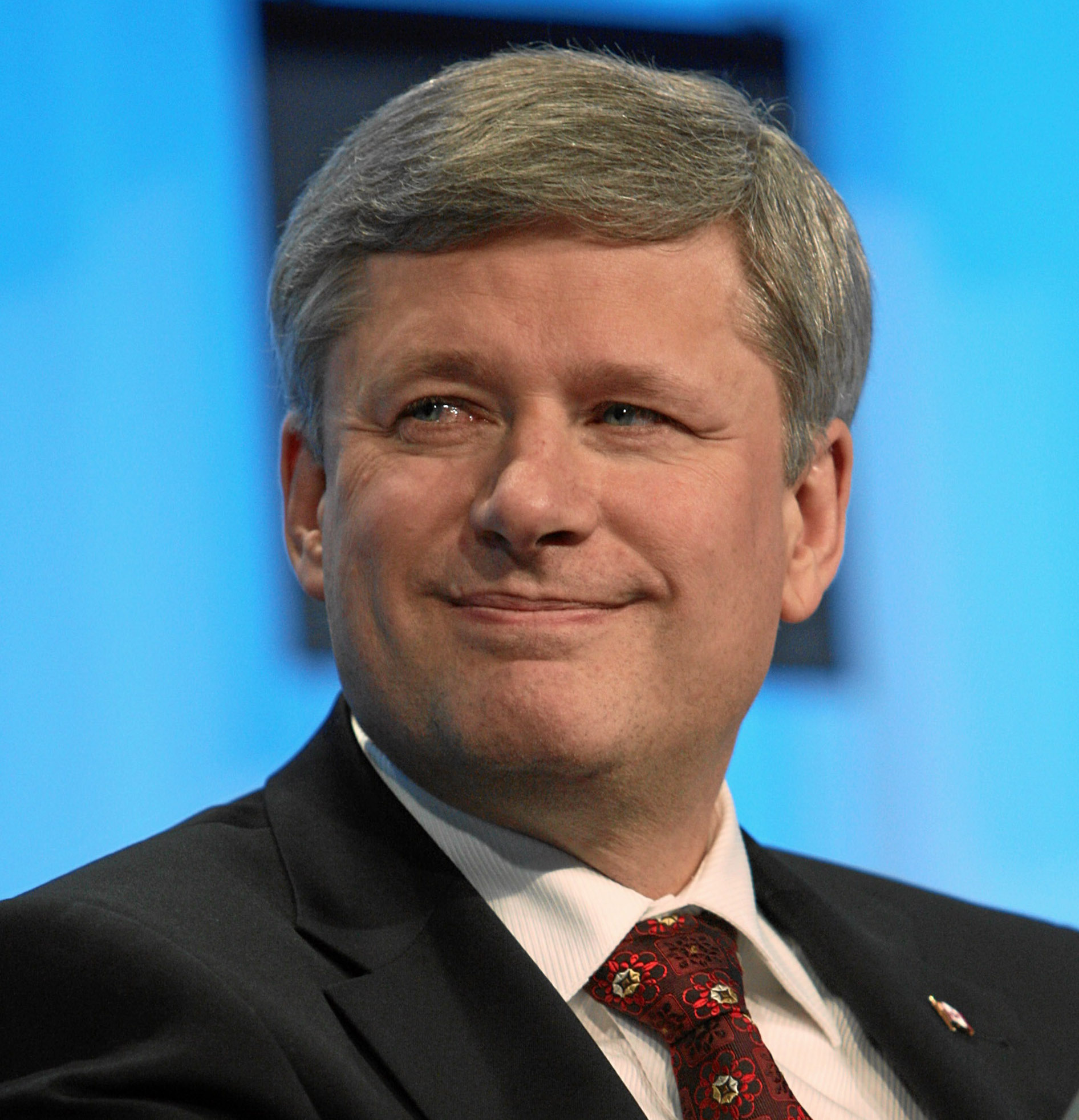
Canada Stephen Harper, Premier ministre
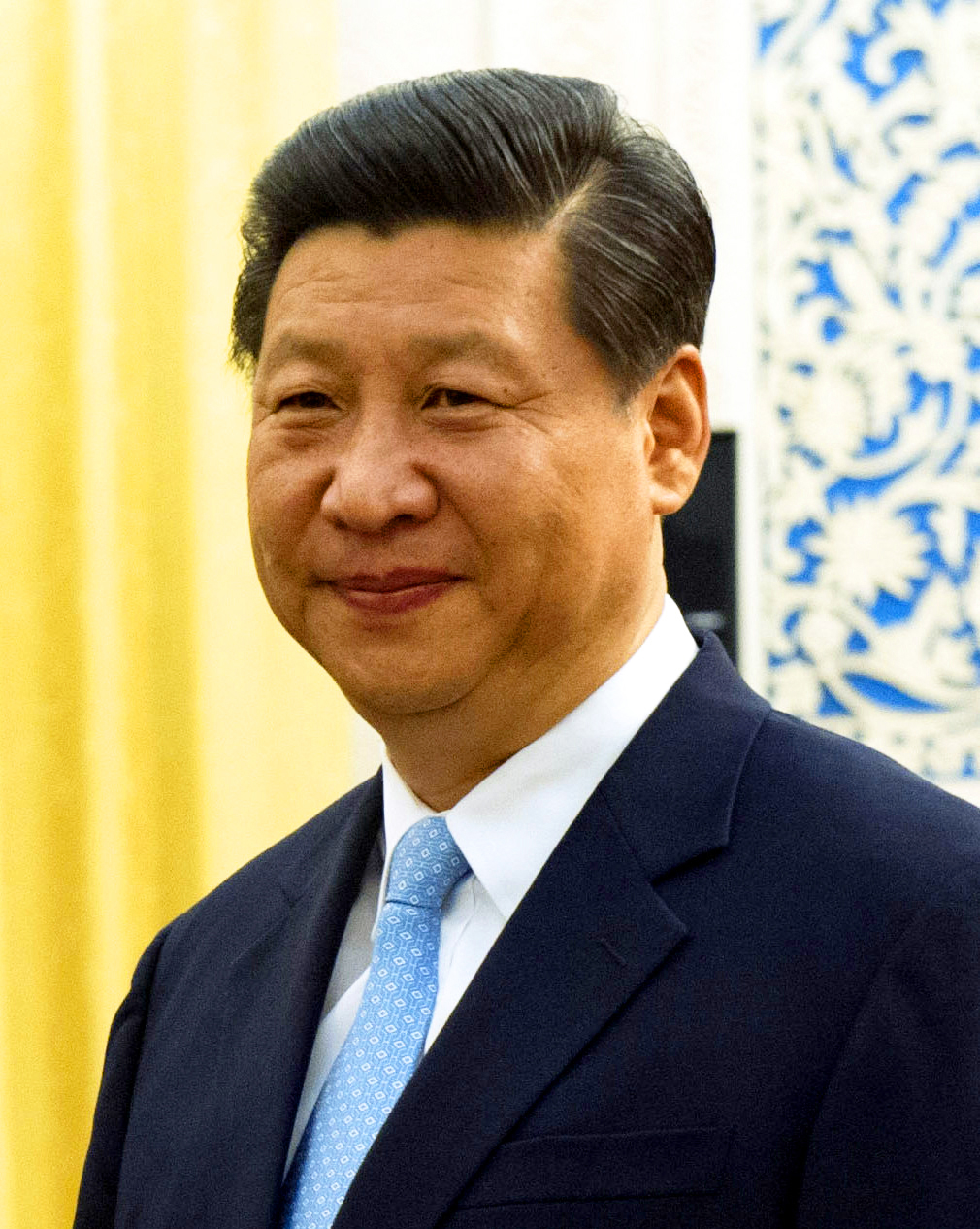
Chine Xi Jinping, président
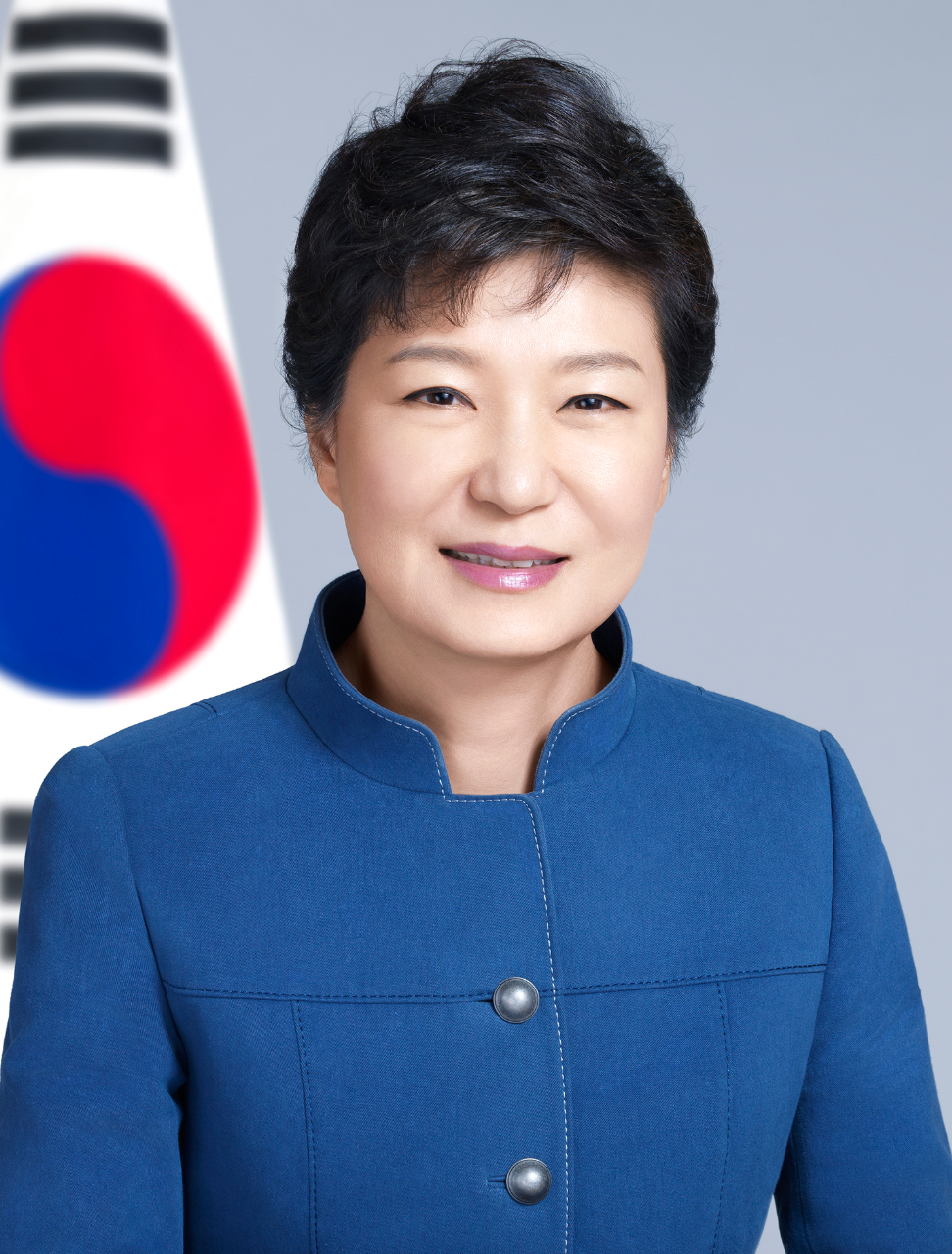
Corée du Sud Park Geun-hye, présidente
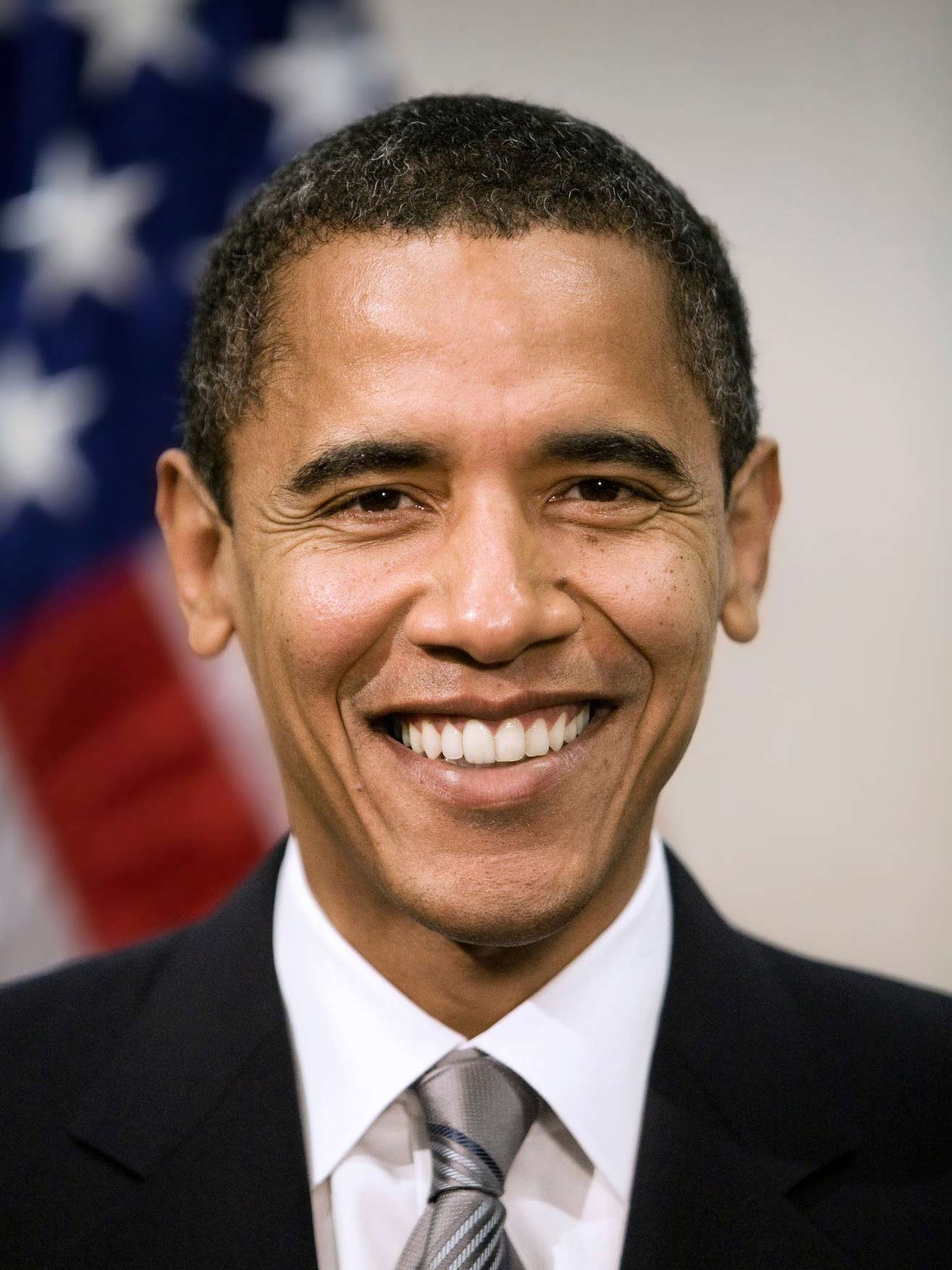
États-Unis Barack Obama, président
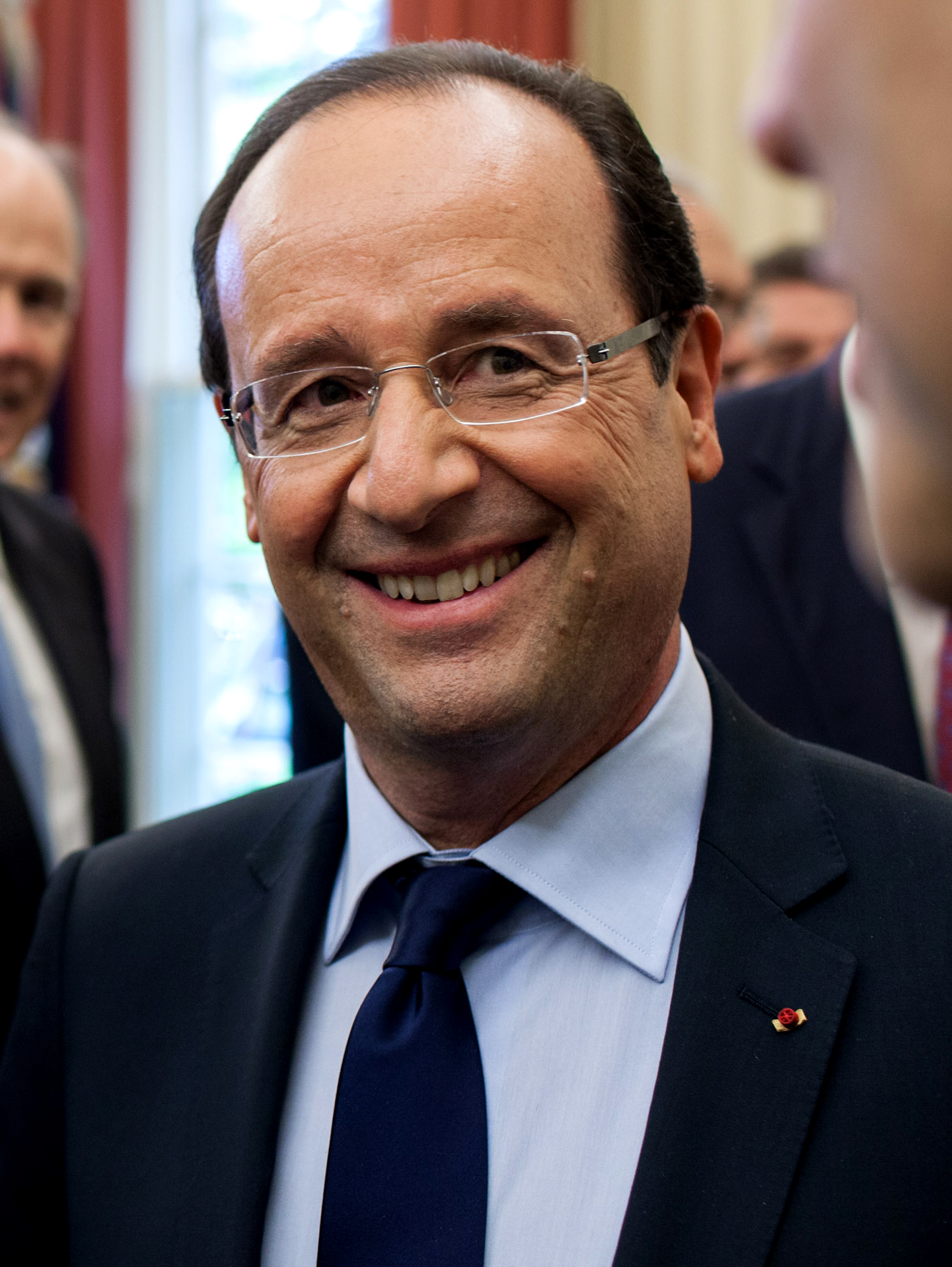
France François Hollande, président
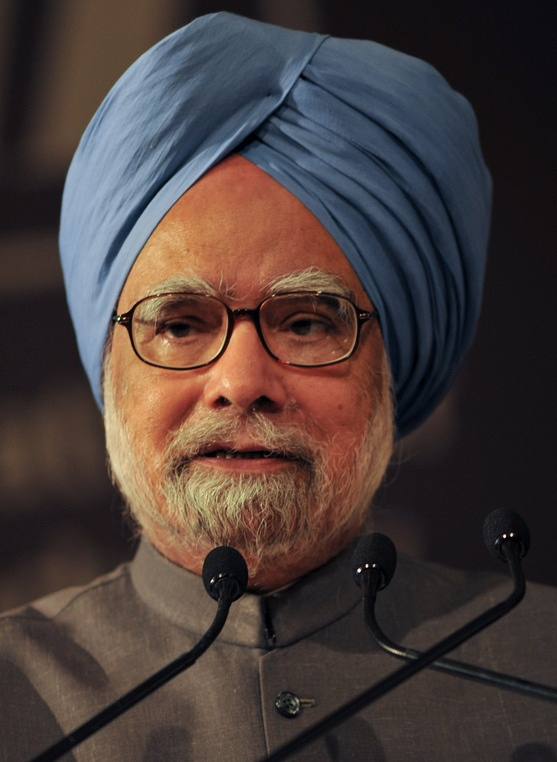
Inde Manmohan Singh, Premier ministre
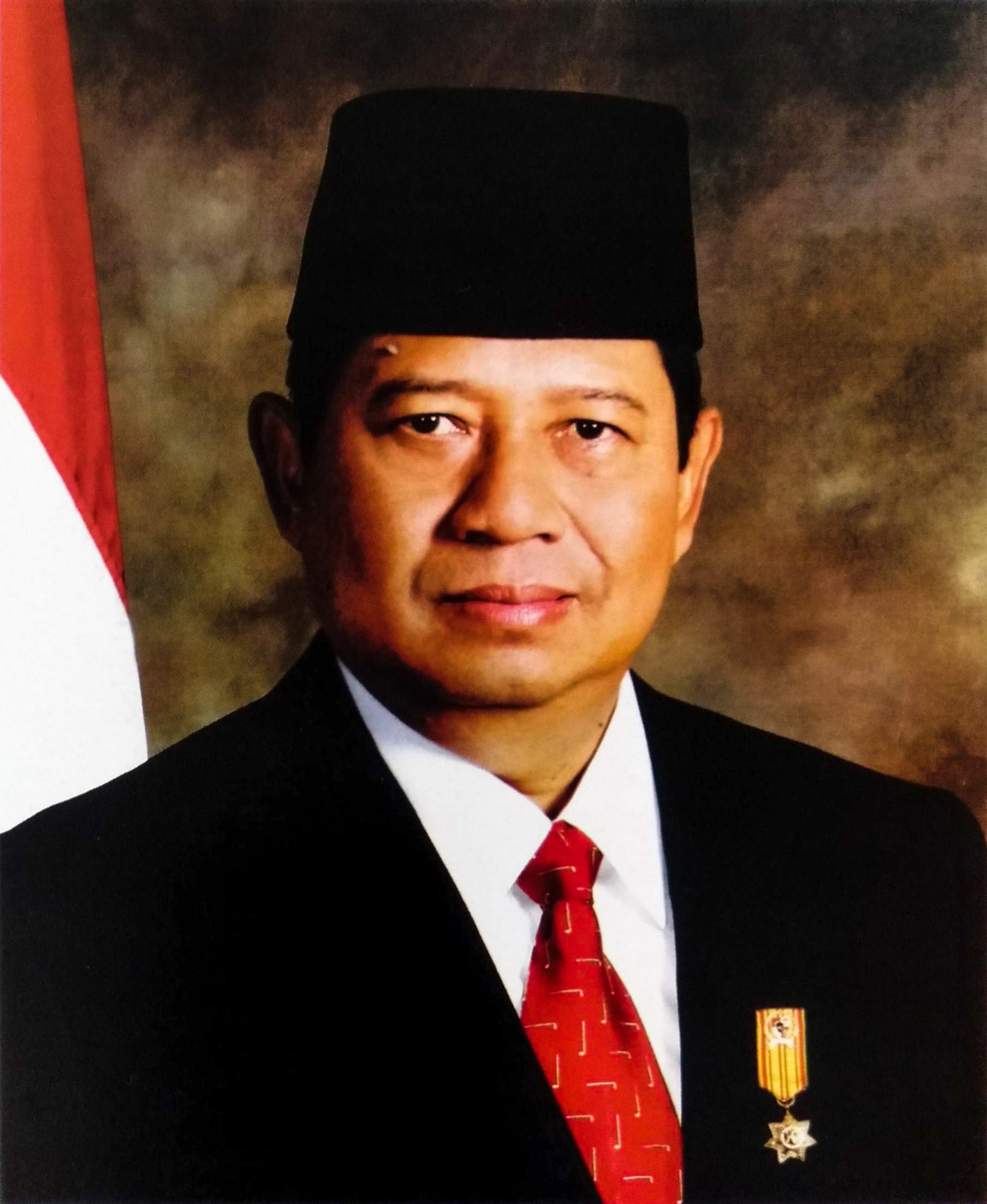
Indonésie Susilo Bambang Yudhoyono, président
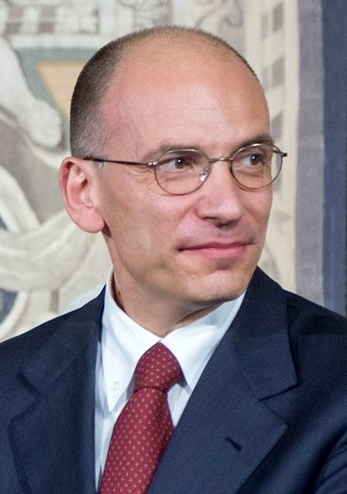
Italie Enrico Letta, président du Conseil
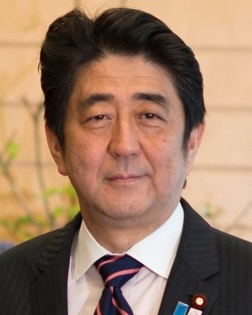
Japon Shinzo Abe, Premier ministre
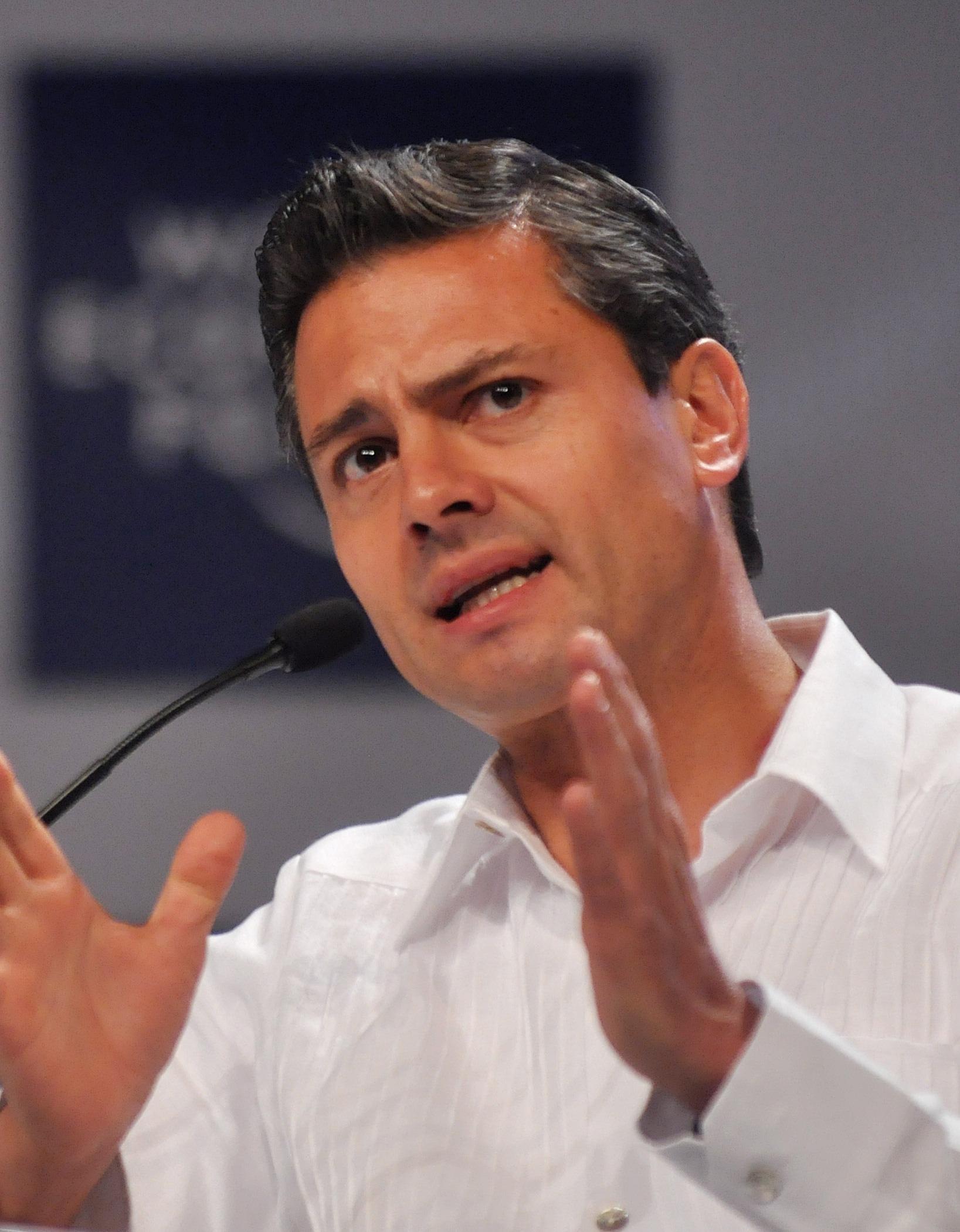
Mexique Enrique Peña Nieto, président
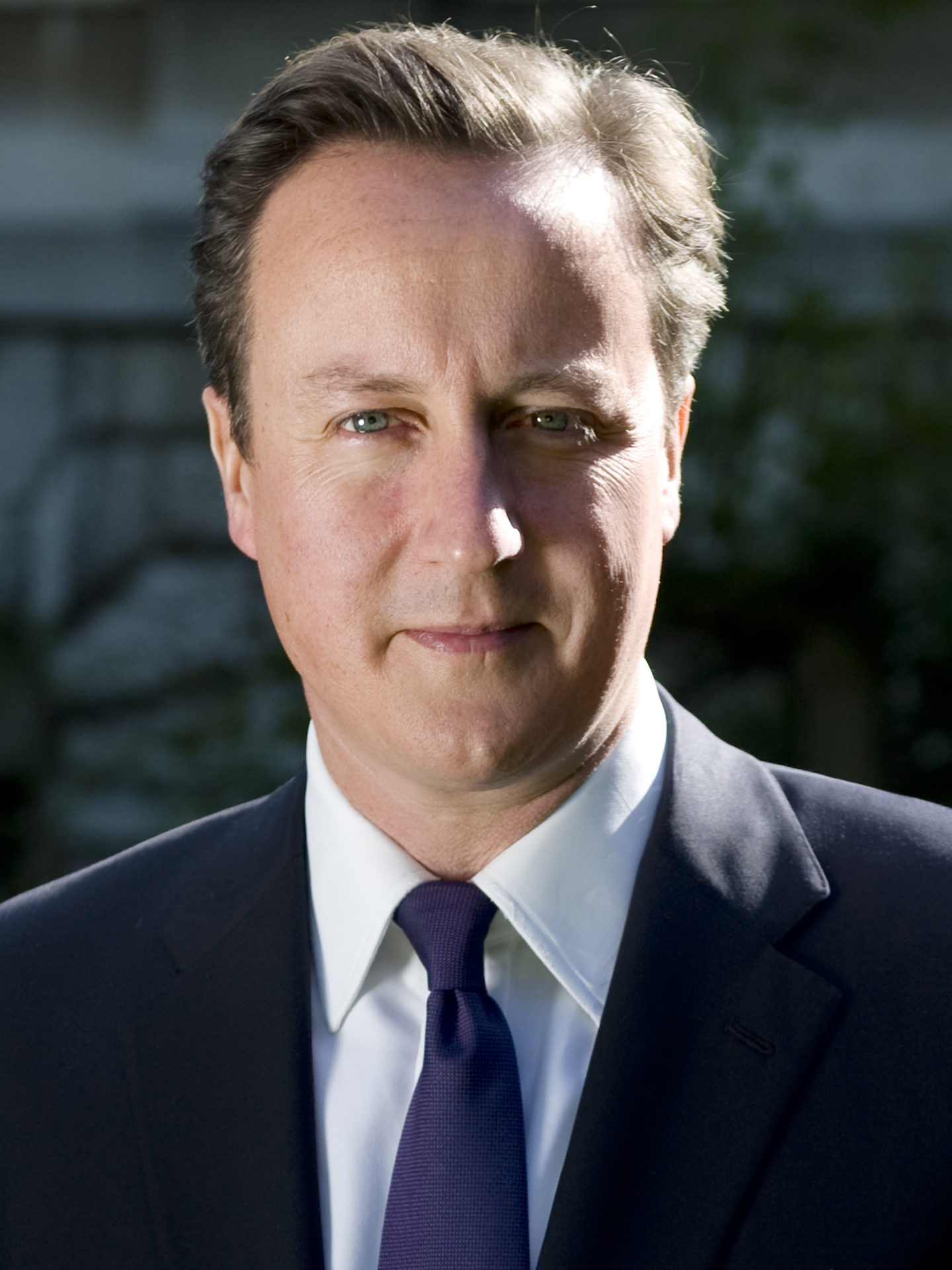
Royaume-Uni David Cameron, Premier ministre
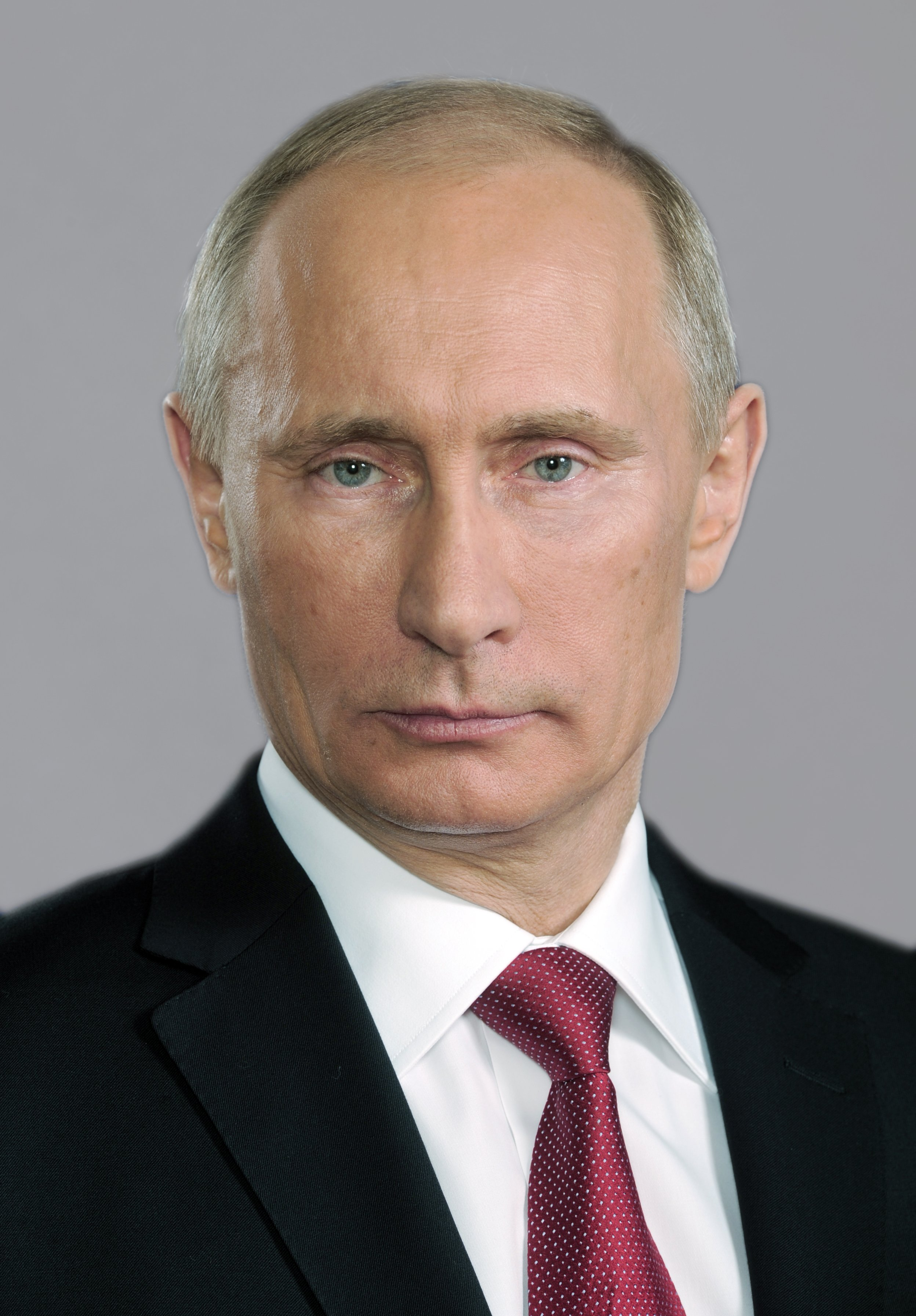
Russie Vladimir Poutine, président
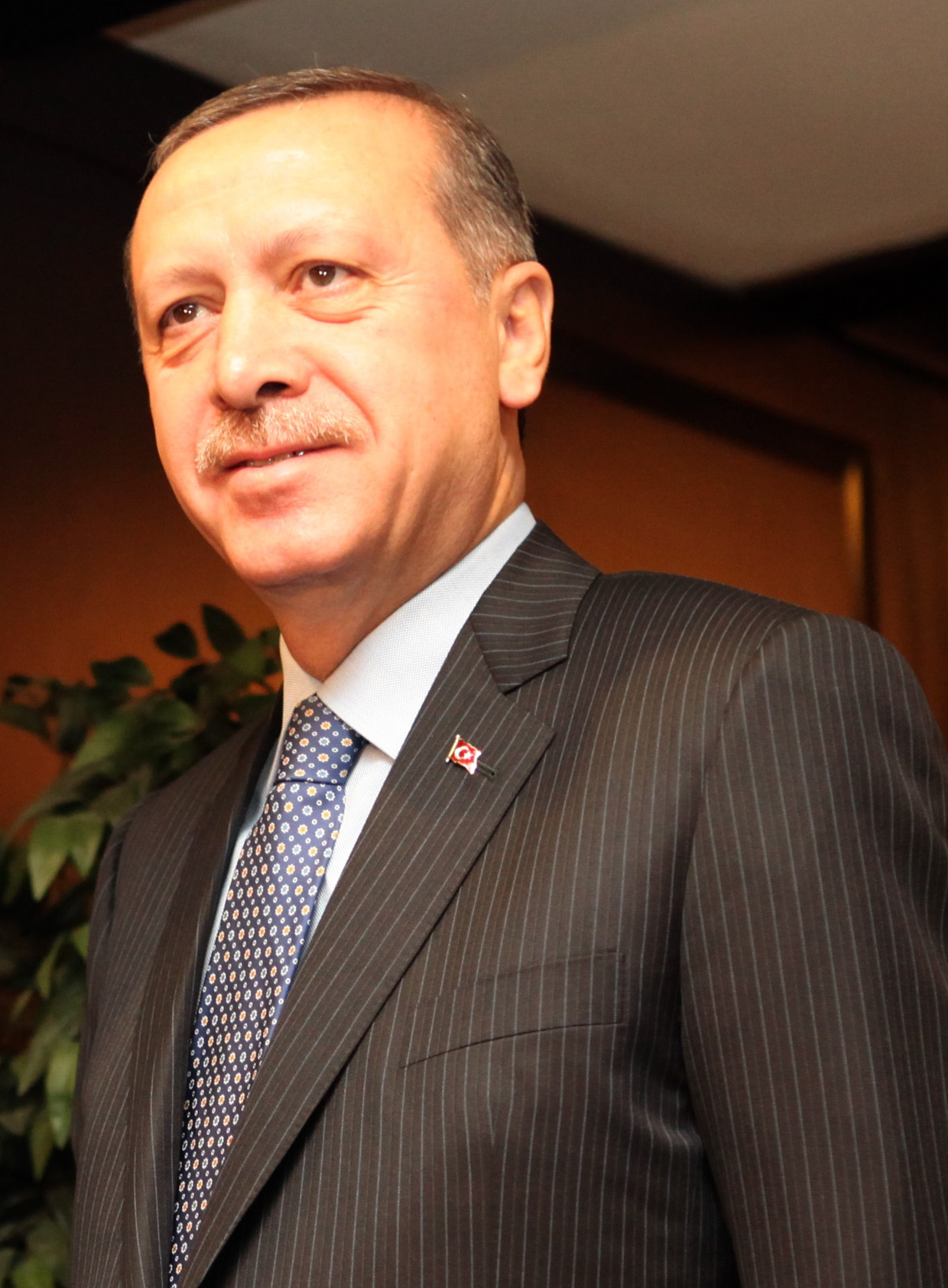
Turquie Recep Tayyip Erdoğan, Premier ministre
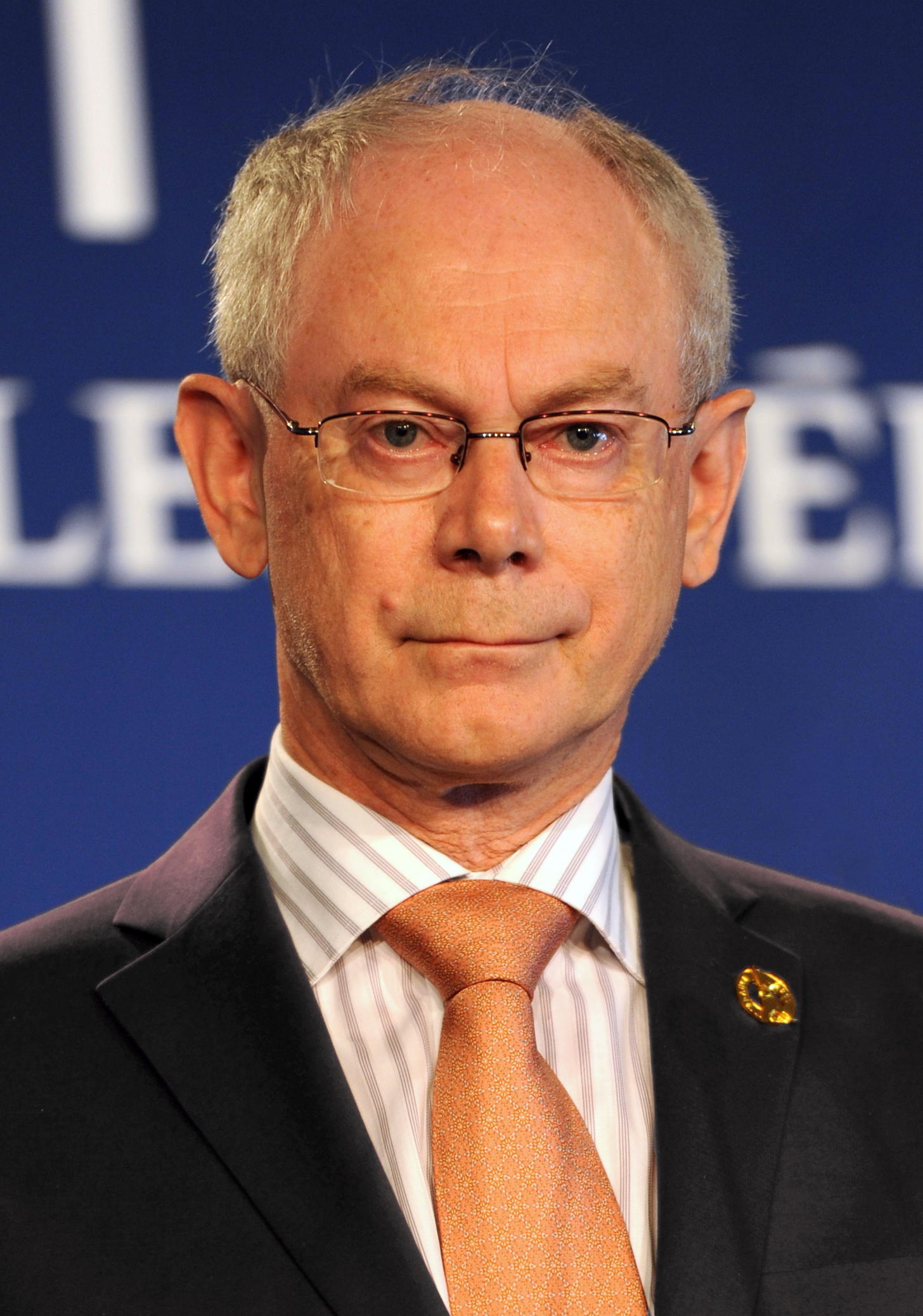
Union européenne Herman Van Rompuy, président du Conseil européen
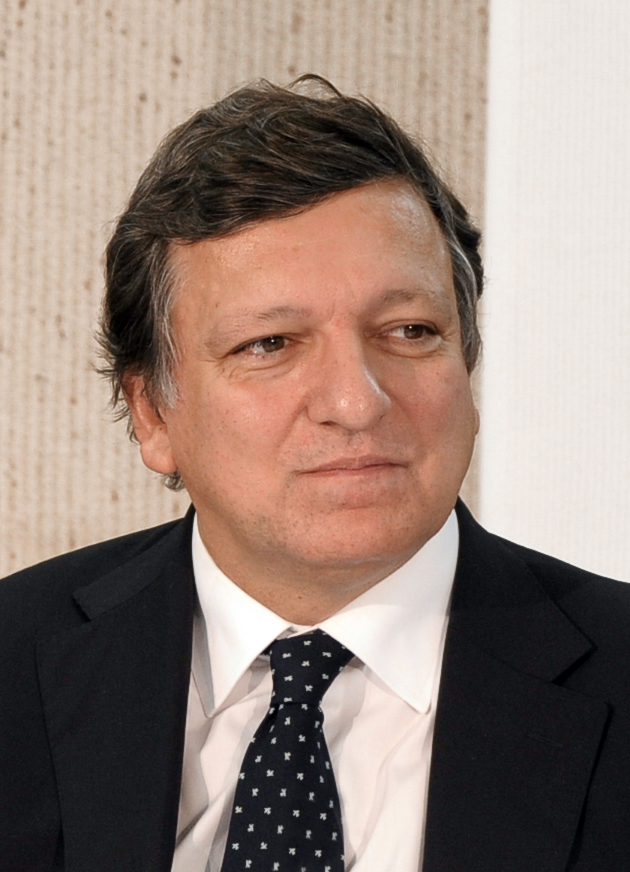
Union européenne José Manuel Barroso, président de la Commission européenne

Pays invités
- Espagne
Mariano Rajoy,
 Premier ministre
- Kazakhstan
Noursoultan Nazarbaïev, président
- Singapour
Lee Hsien Loong, Premier ministre
- Brunei
Al-Muhtadee Billah, prince
- Éthiopie
Haile Mariam Dessalegn, Premier ministre
- Sénégal
Macky Sall, président

Organisations internationales
- Banque mondiale
Robert Zoellick, président
- FMI
Christine Lagarde, directrice générale
- FSB
Mark Carney, président
- ONU
Ban Ki-moon, secrétaire général
- ONUAA
José Graziano da Silva, directeur général
- OIT
Juan Somavía, directeur général
- OMC
Pascal Lamy, directeur général
- OCDE
José Ángel Gurría, secrétaire général